# Красносельцовское сельское поселение
Красносельцовское се́льское поселе́ние — муниципальное образование в Рузаевском районе Мордовии Российской Федерации.
Административный центр — посёлок Совхоз «Красное Сельцо».

## История
Статус и границы сельского поселения установлены Законом Республики Мордовия от 7 февраля 2005 года № 14-З «Об установлении границ муниципальных образований Рузаевского муниципального района, Рузаевского муниципального района и наделении их статусом сельского поселения, городского поселения и муниципального района».

## Население
| 2002  | 2010  | 2012  | 2013  | 2014  | 2015  | 2016  |
| ----- | ----- | ----- | ----- | ----- | ----- | ----- |
| 1779  | ↘1694 | ↗1703 | ↘1698 | ↗1713 | ↘1709 | ↗1714 |
| 2017  | 2018  | 2019  | 2020  | 2021  |       |       |
| ↘1697 | ↘1667 | ↘1643 | ↘1617 | ↘1603 |       |       |

## Состав сельского поселения
| № | Населённый пункт        | Тип населённого пункта            | Население |
| - | ----------------------- | --------------------------------- | --------- |
| 1 | Красное Сельцо          | деревня                           | ↘77       |
| 2 | Медведовка              | посёлок железнодорожного разъезда | ↘9        |
| 3 | Русский Шебдас          | деревня                           | ↘70       |
| 4 | Совхоз «Красное Сельцо» | посёлок, административный центр   | ↘1478     |
| 5 | Татарский Шебдас        | село                              | →60       |